# Otto-Heinrich Elias
Otto-Heinrich Elias (* 27. April 1932 in Glauchau; † 8. Juli 2020 in Mühlacker) war ein deutscher Historiker und Herausgeber.

## Leben
Nach dem Abitur 1950 an der Oberschule Glauchau, heute Georgius-Agricola-Gymnasium Glauchau, begann er eine Gärtnerlehre, abgeschlossen mit Gesellenprüfung; danach belegte er ein Studium der Germanistik und der Geschichte an der Albert-Ludwigs-Universität Freiburg und der Philipps-Universität Marburg, wo er am Lehrstuhl von Peter Scheibert auch zum Dr. phil. promovierte. Während seines Studiums arbeitete er an der unabhängigen Studentenzeitschrift Sine Sine mit. Als Geschäftsführer der Kommission für geschichtliche Landeskunde in Baden-Württemberg war er 1971–1996 in Stuttgart tätig, zu deren Mitglied er später auch gewählt wurde.
Eigene Publikationen erfolgten über Vaihingen an der Enz, das württembergische Königshaus, Glauchau und Sachsen sowie den Dichter August von Kotzebue.

## Familie
Elias war verheiratet und hatte vier Kinder. Er war ein Urenkel von Arthur Lossow.

## Veröffentlichungen (Auswahl)
- Von „Student im Volk“ zum „Deutschen Studenten-Anzeiger“. In: Neofaschismus an der Universität? Analyse d. Deutschen Studenten Anzeiger. (Marburg 1967, Sine Sine. Jg. 7.1967, Sondernr 1.)[2]
- Reval in der Reformpolitik Katharinas II. (Quellen und Studien zur baltischen Geschichte 3) 1978. (Diss. Marburg 1970).
- König Wilhelm I. (1816–1864). In: 900 Jahre Haus Württemberg, Hrsg. von Robert Uhland. 1984. S. 306–327.
- Friedrich Georg Ludwig Lindner. Arzt, Geheimagent, Publizist (1772–1845), (Lebensbilder aus Schwaben und Franken 15) 1983. S. 155–202.
- August von Kotzebue als politischer Dichter. In: Baltische Literaturen in der Goethezeit. Hrsg. von Heinrich Bosse, Otto-Heinrich Elias und Thomas Taterka. Würzburg 2011. S. 255–289.
- August von Kotzebue als Romancier. In: August von Kotzebue. Ein streitbarer und umstrittener Autor. Hrsg. von Alexander Košenina, Harry Liivrand, Kristel Pappel. Hannover 2017. S. 67–85.
- August von Kotzebue als Historiker. In: August von Kotzebue im estnisch deutschen Dialog. Hrsg. von Klaus Gerlach, Harry Liivrand, Kristel Pappel. Hannover 2016. S. 118–142.
- Gekrönte Poeten und Gelegenheitsdichter in den Schönburgischen Herrschaften. In: Neues Archiv der sächsischen Geschichte 89. Band. Neustadt an der Eich 2018. S. 283–307.